# Sénat Tschentscher III
Ville libre et hanséatique de Hambourg
Tschentscher II 
Le sénat Tschentscher III (en allemand : Senat Tschentscher III) est le gouvernement de la ville libre et hanséatique de Hambourg depuis le 7 mai 2025, sous la 23e législature du Bürgerschaft.
Dirigé par le premier bourgmestre social-démocrate Peter Tschentscher, dont le parti a remporté la majorité relative aux élections régionales, il est formé d'une coalition de centre gauche avec les écologistes. Il succède au sénat Tschentscher II, composé d'une alliance identique.

## Historique du mandat
Ce gouvernement est dirigé par le premier bourgmestre social-démocrate sortant Peter Tschentscher. Il est constitué et soutenu par une coalition « rouge-verte » entre le Parti social-démocrate d'Allemagne (SPD) et l'Alliance 90/Les Verts (Grünen). Ensemble, ils disposent de 70 députés sur 121, soit 57,9 % des sièges du Bürgerschaft.
Il est formé à la suite des élections régionales du 2 mars 2025.
Il succède ainsi au sénat Tschentscher II, constitué et soutenu par une coalition identique.

### Formation
Lors des élections régionales, le Parti social-démocrate arrive en tête avec 33,5 % des voix. Il devance l'Union chrétienne-démocrate, qui recueille 19,8 % des suffrages, et les Verts, qui obtiennent 18,5 %. Avec ces résultats, Peter Tschentscher est en mesure de rééditer la coalition rouge-verte en place depuis 2015. Il peut également envisager une « grande coalition » entre le SPD et la CDU.
Le 22 mars, trois semaines après la tenue du scrutin et à la suite de deux séries d'entretiens exploratoires avec la CDU et les Grünen, le comité directeur régional du Parti social-démocrate décide d'ouvrir des négociations avec les Verts pour reconduire leur alliance. Les discussions formelles commencent le 27 mars et se concluent positivement le 24 avril. Le contrat de coalition est signé cinq jours plus tard.
Peter Tschentscher est réélu premier bourgmestre le 7 mai lors d'une séance spéciale du Bürgerschaft par 71 voix sur 119, soit dix voix de plus que la majorité requise et une voix de plus que le total de sa propre coalition.

## Composition
- Par rapport au sénat Tschentscher II, les nouveaux sénateurs sont indiqués en gras et ceux ayant changé d'attributions sont indiqués en italique.

| Fonction                                                                                         | Titulaire | Titulaire            | Parti  |
| ------------------------------------------------------------------------------------------------ | --------- | -------------------- | ------ |
| Premier bourgmestre                                                                              |           | Peter Tschentscher   | SPD    |
| Deuxième bourgmestre Sénatrice pour l'Environnement, le Climat, l'Énergie et l'Économie agricole |           | Katharina Fegebank   | Grünen |
| Sénatrice pour la Justice et la Protection des consommateurs                                     |           | Anna Gallina         | Grünen |
| Sénatrice pour l'Éducation et la Formation professionnelle                                       |           | Ksenija Bekeris      | SPD    |
| Sénateur pour la Culture et les Médias                                                           |           | Carsten Brosda       | SPD    |
| Sénatrice pour la Santé, les Affaires sociales, la Famille et l'Intégration                      |           | Melanie Schlotzhauer | SPD    |
| Sénatrice pour l'Économie, le Travail et l'Innovation                                            |           | Melanie Leonhard     | SPD    |
| Sénatrice pour le Développement urbain et le Logement                                            |           | Karen Pein           | SPD    |
| Sénatrice pour la Science, la Recherche et l'Égalité                                             |           | Maryam Blumenthal    | Grünen |
| Sénateur pour les Transports et la Transformation des mobilités                                  |           | Anjes Tjarks         | Grünen |
| Sénateur pour l'Intérieur et les Sports                                                          |           | Andy Grote           | SPD    |
| Sénateur pour les Finances et les Districts                                                      |           | Andreas Dressel      | SPD    |